# Bollullos Par del Condado
Bollullos Par del Condado is een gemeente in de Spaanse provincie Huelva in de regio Andalusië met een oppervlakte van 49 km². In 2007 telde Bollullos Par del Condado 13.737 inwoners.

## Demografische ontwikkeling
Bron: INE; 1857-2011: volkstellingen